# Gadu Timur
Gadu Timur is een bestuurslaag in het regentschap Sumenep van de provincie Oost-Java, Indonesië. Gadu Timur telt 4205 inwoners (volkstelling 2010).